# کریستینا ماه
کریستینا ماه (انگلیسی: Kristina Mah؛ زادهٔ) کاراته‌کا اهل استرالیا است.
وی در سال ۲۰۱۰ در مسابقات کمیته بانوان در وزن ۶۱ کیلوگرم در مسابقات جهانی کاراته ۲۰۱۰ که در بلگراد، صربستان برگزار شد، به مدال طلا دست یافت.
در سال ۲۰۱۲ او توسط بوتیهنا حسناوی از این رقابت‌ها حذف شد.  حسناوی در ادامه به مدال نقره دست یافت.
وی در سال ۲۰۱۷ در مسابقات جهانی کمیته ۶۱ کیلوگرم نماینده استرالیا بود. او توسط الکساندرا گراند از پرو از رقابت حذف شد.  گراند در ادامه مدال طلا را بدست آورد. 